# Klatryna

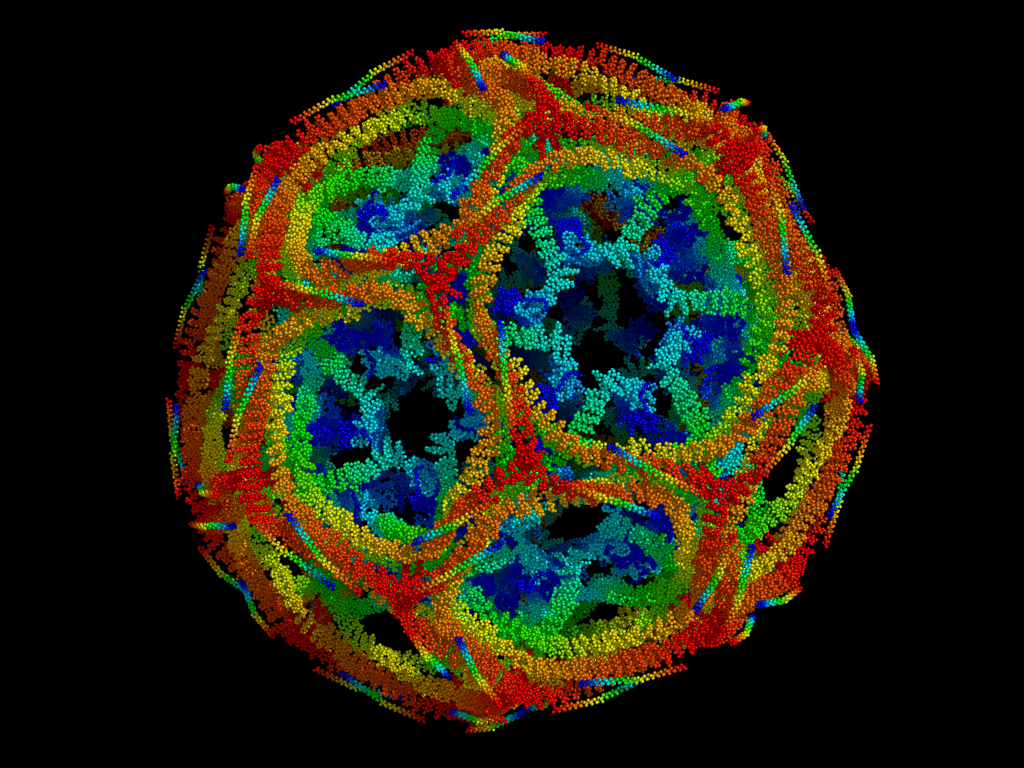
Struktura klatryny

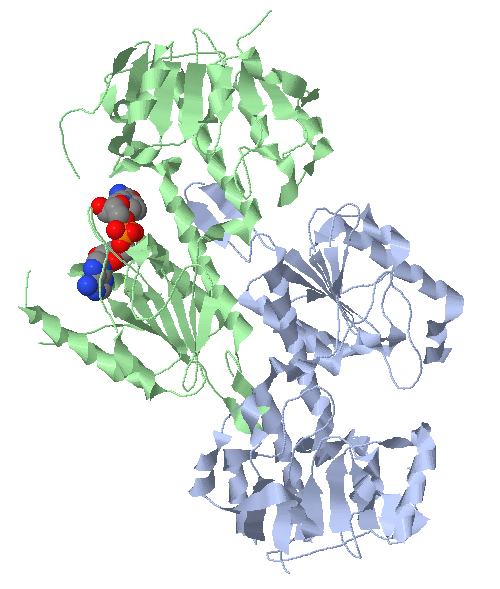
Klatryna związana z NAD

Klatryna – białko odkryte i wyizolowane po raz pierwszy przez Barbarę Pearse w 1975 roku, jako główny składnik struktury opłaszczającej jamki klatrynowe, (ang.) clathrin pits, czyli wpuklenia błony komórkowej komórek eukariotycznych, będących miejscami endocytozy klatryno-zależnej. Klatryna jest także składnikiem płaszcza pęcherzyków transportujących powstałych w tym procesie endocytozy.
Podobny proces, to jest formowania i odpączkowywania pęcherzyków opłaszczonych klatryną, zachodzi także w innych organellach komórki – aparacie Golgiego i w związanych systemach przedziałów błonowych.
Cząsteczki klatryny są włączane do fragmentu błony, który ma zostać przekształcony i odpączkowany jako pęcherzyk, przy udziale kompleksów białek adaptorowych. Zależnie od typu komórki, jej przedziału i konkretnego procesu, klatryna może być włączana przy udziale szerokiej gamy białek adaptorowych. Białka te zarówno włączają klatrynę w docelowe miejsce, jak też propagują jej polimeryzację w charakterystyczne wielościenne struktury na bazie triskelionu, które niczym klatka otaczają pęcherzyk.
Pęcherzyki po dotarciu na miejsce docelowe są bardzo szybko odpłaszczane z klatryny, która może być następnie użyta w innym miejscu, a sam pęcherzyk może połączyć się z błoną docelową.
Jednostki klatryny składają się z trzech łańcuchów ciężkich (masa molowa 180 000 Da) oraz trzech lekkich (20 000 do 40 000 Da).
Polipeptydy klatryny są kodowane przez geny o locus, odpowiednio: CLTA – 12q23-q24, CLTB – 4q, CLTC – 17q11-qter, CLTCL1 – 22 q11.2.